# Садамити Кадзиока
Садамити Кадзиока (梶岡 定道, Кадзиока Садамачи, 18 мая 1891 — 12 сентября 1944) был адмиралом Императорского военно-морского флота Японии во время Второй мировой войны. Он руководил японскими войсками, участвовавшими в Битве за остров Уэйк.
Адмирал Префектуры Эхимэ - Кадзиока - окончил 39-й класс Императорской военно-морской академии Японии в 1911 году. Он занял шестое место из 138 курсантов. Садамити служил мичманом на крейсерах «Асо» и «Токива», а после получения звания мичмана — на «Акицусиме». Его образование было связано с навигацией, и после повышения в звании до лейтенанта он служил старшим штурманом на «Кисо», «Чикуме» и «Касуге». В 1924 году Кадзиока был переведен в капитан-лейтенанты и назначен главным штурманом на кораблях «Асама», «Начи» и линкоре «Муцу». 